# Sierra County (Californien)
Sierra County er et amt beliggende i den nord-østlige del af den amerikanske delstat Californien, på grænsen til nabostaten Nevada. Hovedbyen i amtet er Downieville. I år 2010 havde amtet 3.240 indbyggere.

## Historie
Amtet blev grundlagt i 1852 med areal fra Yuba County i vest.

## Geografi
Ifølge United States Census Bureau er Sierras totale areal på 2.490 km², hvoraf de 20 km² er vand. 

### Grænsende amter
- Nevada County - syd
- Yuba County - vest
- Plumas County - nord
- Lassen County - nordøst
- Washoe County, Nevada - øst

### Byer i Sierra
| - Alleghany - Calpine - Downieville - Forest - Gibsonville - Goodyears Bar - Loyalton (eneste incorporated city i amtet.) | - Pike - Sattley - Sierra Brooks - Sierra City - Sierraville - Verdi |